# Katastrofa lotu Gulf Air 771
Katastrofa lotu Gulf Air 771 – katastrofa lotnicza, która wydarzyła się 23 września 1983 roku nieopodal portu Jebel Ali w Zjednoczonych Emiratach Arabskich. Samolot Boeing 737 linii Gulf Air rozbił się podczas lądowania w Abu Zabi w wyniku wybuchu bomby znajdującej się w luku bagażowym. Zginęli wszyscy obecni na pokładzie - 112 osób.

## Przebieg wypadku
Samolotem, który uległ katastrofie był wyprodukowany w 1979 roku Boeing 737-2P6 należący do bahrajskich linii lotniczych Gulf Air, posiadający numery rejestracyjne A4O-BK. Tego dnia maszyna odbywała regularny lot na trasie Karaczi-Bahrajn z międzylądowaniami w Abu Zabi oraz w Dosze w Katarze. Załoga składała się z dwóch pilotów - pochodzący z Omanu kapitan Saoud Al-Kindy oraz pierwszy oficer Khazal Al-Qadi. O godzinie 15:33 czasu lokalnego samolot dostał pozwolenie od kontroli ruchu lotniczego na zniżanie do wysokości 6000 stóp. O 15:40 załoga nadała dwa sygnały mayday, o 15:45 samolot zniknął z radaru. Samolot rozbił się na pustyni nieopodal portu Jebel Ali. Natychmiast rozpoczęła się akcja poszukiwania ocalałych, jednak wśród płonących szczątków nie odnaleziono nikogo żywego, zginęło 112 osób.

## Przyczyny
Dochodzeniem w sprawie wypadku lotu 771 dowodziła Narodowa Rada Bezpieczeństwa Transportu (NTSB) z ramienia Stanów Zjednoczonych. Kontroler, który obsługiwał rozbity samolot zeznał, iż widział jak w samolot trafia rakieta przeciwlotnicza ziemia-powietrze wystrzelona przez emirackich żołnierzy podczas ćwiczeń w pobliżu lotniska w Abu Zabi. Tą teorię jednak szybko wykluczono ze względu na brak jednoznacznych dowodów. Ustalono, że przyczyną katastrofy był wybuch bomby umieszczonej w luku bagażowym. Wskazywały na to między innymi transkrypcja z rejestratora głosów w kokpicie, obrażenia pasażerów siedzących nad ładownią oraz fakt, iż jeden z pasażerów, który nadał bagaż na lotnisku w Karaczi w Pakistanie nie wsiadł na pokład samolotu.
Do zamachu przyznała się organizacja Abu Nidala - organizacja palestyńskich ekstremistów, odpowiedzialna za wiele zamachów na samoloty pasażerskie na przestrzeni lat 70. i 80.